# Alfred de Knyff
Alfred de Knyff (Brussel, 20 maart 1819 - Parijs, 22 maart 1885) was een Belgisch kunstschilder.
Hij maakte deel uit van de aristocratische Antwerps-Brusselse familie De Knyff, als zoon van de Brusselse schepen, ridder Pierre de Knyff en van Constance de Vinchant de Gontrœul. Hij deed zijn kunststudies aan de Academie van Antwerpen en specialiseerde zich als landschapschilder. Hij was ook korte tijd in de leer bij de Zwitserse Alpenschilder Alexandre Calame.
De Knyff ging vervolgens in Parijs wonen en vanaf 1860 was de wijde omgeving van de Franse hoofdstad, vooral de regio Fontainebleau met het kunstdorp Barbizon, sterk aanwezig in zijn oeuvre. Hij had er contact met Jean-Baptiste Corot, Jean-François Millet, Théodore Rousseau en Constant Troyon. In Parijs was hij goed bevriend met de aldaar wonende Belgische schilders Joseph en Alfred Stevens.  Hij legde een collectie aan met werk van Barbizonschilders en van bevriende Belgische kunstenaars.
Hij schilderde ook in de Kempen, Spa, de Maasvallei, het Blankenbergse hinterland, in Italië en Schotland en in Bretagne (Roscoff, Saint-Malo...).
Zijn stijl evolueerde van romantisch-realisme naar realisme met soms al een pré-impressionistische toets.
Op 13 april 1876 kwam een ensemble van 44 werken van hem onder de hamer in het venduhuis Drouot in Parijs.

## Musea
- Amiens
- Antwerpen, Kon. Museum voor Schone Kunsten ("Woeste zee", "Het dorpje Chaslepont", "Landschap met hoge bomen")
- Brussel, Kon. Musea voor Schone Kunsten van België
- Doornik, Musée des Beaux-Arts ("Landschap met naaldbomen bij naderende storm")
- Luik

- Gemeinsame Normdatei: 1037150171
- International Standard Name Identifier: 0000 0000 6884 4374
- RKD-Nederlands Instituut voor Kunstgeschiedenis: 20700
- Union List of Artist Names: 500124423
- Virtual International Authority File: 96600023
- WorldCat: E39PBJppvh33qY7KTJ7DrpFVG3